# Obectov
Obectov je vesnice, část obce Bouzov v okrese Olomouc. Nachází se asi 3,5 km na severovýchod od Bouzova. V roce 2009 zde bylo evidováno 56 adres. V roce 2001 zde trvale žilo 98 obyvatel, v roce 2011 již jen 90.
Obectov je také název katastrálního území o rozloze 3,44 km2.

## Název
Ves se původně jmenovala Ubyčstov (v roce 1353 zapsáno Vbycsstow), což bylo odvozeno od osobního jména Ubyčest ("komu ubylo na cti"). Středomoravskými nářečními změnami se vyvinulo Obečtov, dnešní podoba byla ovlivněna německou variantou Obetzdorf. V 19. století bylo obnoveno Obečtov a Ubyčtov, které se však nevžily. Z roku 1586 je doloženo zkomolené Jeřtov, v roce 1720 bylo ojediněle použito Vrchoves z mylné domněnky, že Obetzdorf odpovídá "správnému" Obersdorf ("Horní ves").

## Historie
První písemná zmínka o obci pochází z roku 1353.

## Obyvatelstvo

### Struktura
Vývoj počtu obyvatel za celou obec i  za jeho jednotlivé části uvádí tabulka níže, ve které se zobrazuje i příslušnost jednotlivých částí k obci či následné odtržení. 
| Místní části   | Místní části | 1869 | 1880 | 1890 | 1900 | 1910 | 1921 | 1930 | 1950 | 1961 | 1970 | 1980 | 1991 | 2001 | 2011 |
| -------------- | ------------ | ---- | ---- | ---- | ---- | ---- | ---- | ---- | ---- | ---- | ---- | ---- | ---- | ---- | ---- |
| Počet obyvatel | část Obectov | 211  | 215  | 187  | 201  | 209  | 207  | 187  | 123  | 147  | 128  | 99   | 103  | 98   | 90   |
| Počet domů     | část Obectov | 34   | 37   | 37   | 37   | 40   | 41   | 46   | 46   | -    | 40   | 31   | 38   | 40   | 40   |

## Pamětihodnosti
- Krucifix při čp. 38
- Pomník obětem odboje 2. světové války – Pomník je věnován Václavu Kučíkovi a Gen. Ladislavu Kvapilovi. Václav Kučík byl za svou odbojovou činnost 19. 4. 1945 popraven nacisty a Gen. Ladislav Kvapil odsouzen k smrti.

## Další fotografie

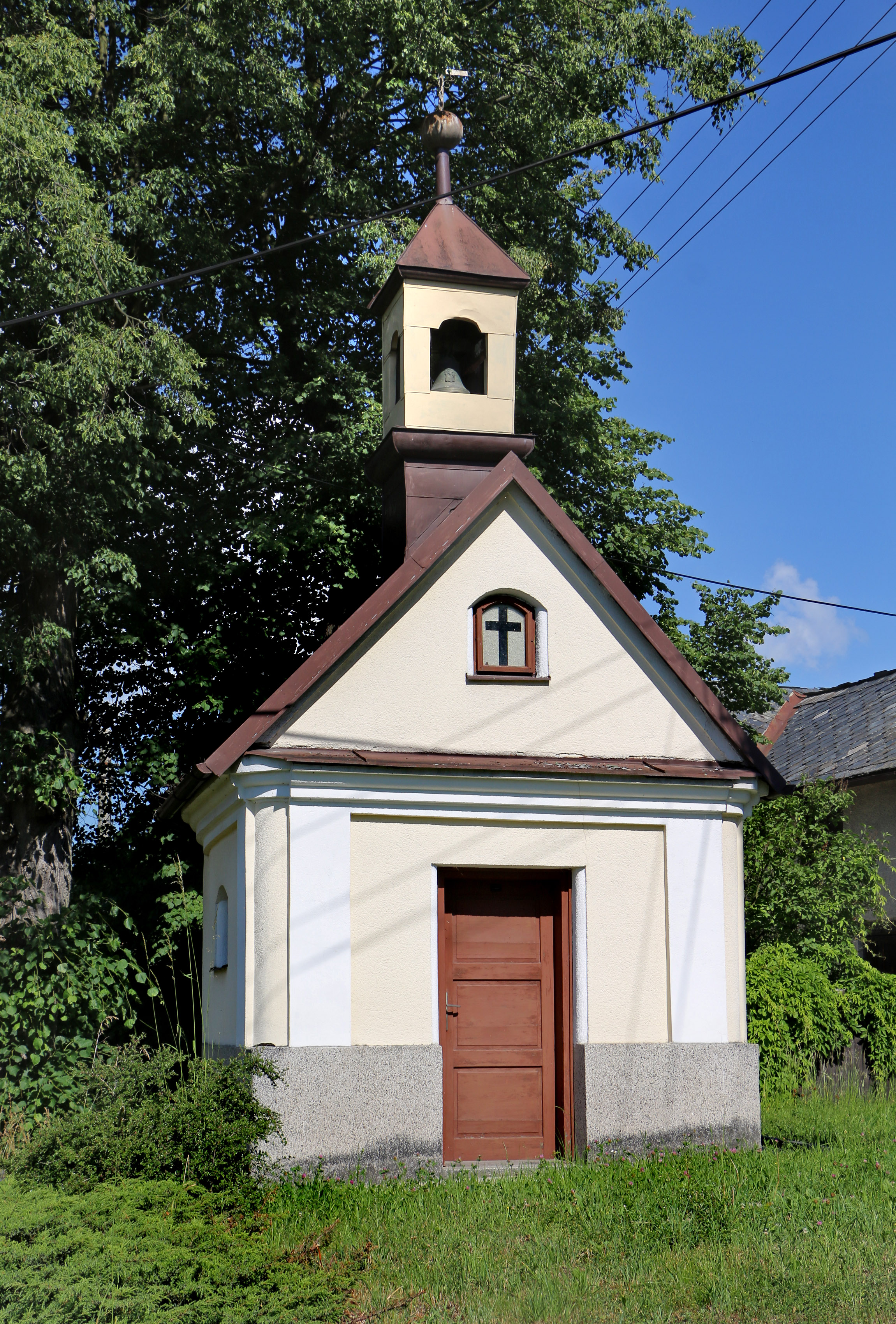
Kaple na severu vesnice
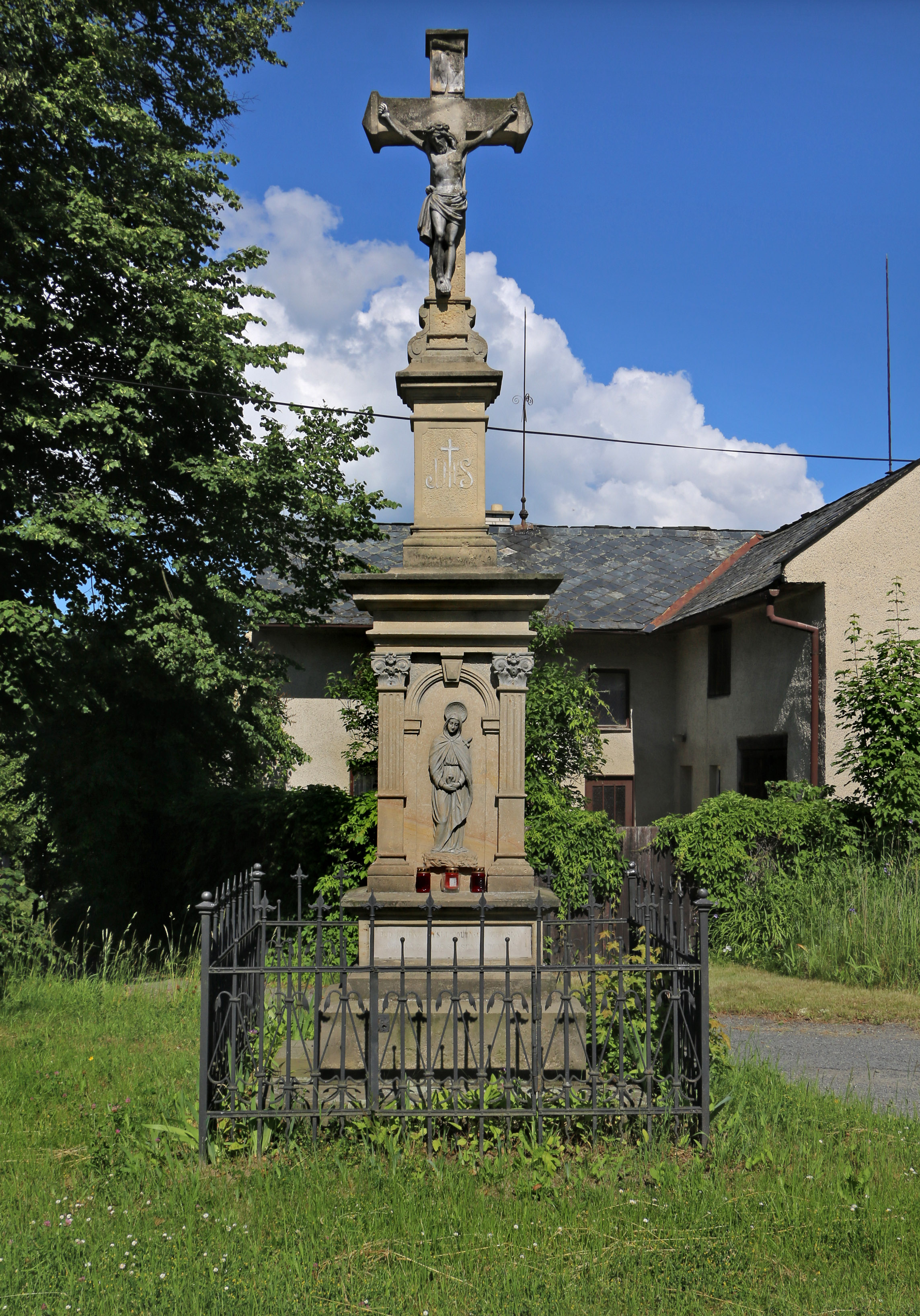
Památkově chráněný kříž
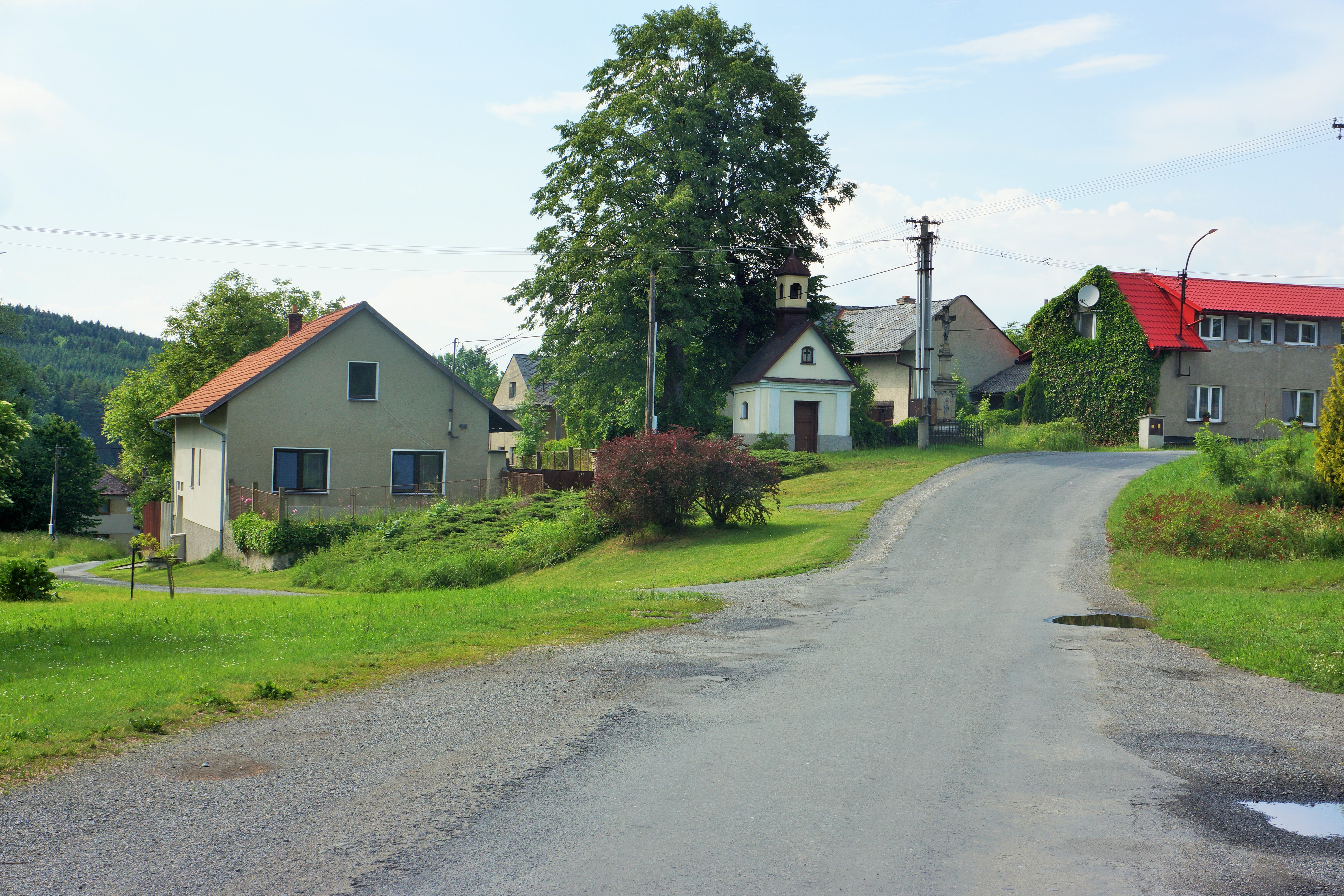
Horní část vsi